# Lisstjärnen, Västmanland
Lisstjärnen är en sjö i Norbergs kommun i Västmanland och ingår i Norrströms huvudavrinningsområde.